# Королевское медицинское общество
Короле́вское медици́нское о́бщество (англ. The Royal Society of Medicine, RSM) — ведущее и старейшее независимое медицинское сообщество Великобритании. Оно объединяет врачей, организации и лиц, связанных со здравоохранением, которые находятся в Великобритании и имеют признанный в стране квалификационный уровень. Цель организации — передача медицинских знаний специалистам, обучение, обмен профессиональной информацией. Работа RSM охватывает многие области медицины, начиная от общей медицины и кончая стоматологией и лечением болезней животных. Существует несколько категорий членства, включая корпоративное и личное. Допустимо членство высококвалифицированных зарубежных специалистов, которые проходят отбор и утверждаются специальной комиссией. RSM принадлежит к специфической для Великобритании группе организаций, которые работают под королевским покровительством (англ. Royal Patronage). К ним относятся также Королевское общество Эдинбурга, Лондонское королевское общество и другие научные общества.

## История
Возникновение Королевского медицинского общества относится к XVIII веку. Первым профессиональным медицинским обществом Англии было Медицинское общество Лондона (англ. Medical Society of London), основанное в 1773 году. В 1805 году 26 известных врачей, членов Медицинского общества Лондона, вышли из этого общества. Они создали отдельную организацию, целью которой стала профессиональное общение специалистов, создание медицинской библиотеки и развитие отдельных направлений медицины. Президентом был избран сэр Уильям Саундерс (1743—1817). В 1834 году Вильгельм IV издал королевский указ, который законодательно утвердил новую организацию. Она получила название The Royal Medical and Chirurgical Society of London. В 1907 году группа врачей отделилась и создала независимую организацию. Она была одобрена специальным королевским указом Эдуарда VII и получила нынешнее название Королевское медицинское общество. Почётными членами этой престижной организации стали Ч. Дарвин, Л. Пастер, Э. Дженнер и З. Фрейд. В начале XX века Королевское медицинское общество получило в своё распоряжение здание в стиле барокко, построенное архитектором Джоном Белчером в центре Лондона. В мае 1912 года оно было открыто королём Георгом V и королевой Марией. Это здание и сегодня является главным офисом общества. Королевское медицинское общество располагает одной из самых больших медицинских библиотек в Европе. Члены общества имеют доступ к различным электронным журналам и закрытым банкам данных медицинской информации. Общество использует также открытые формы обучения, доступные для врачей, которые не являются членами общества.
Королевское медицинское общество с 1809 года издаёт «Журнал Королевского медицинского общества» (The Journal of the Royal Society of Medicine), который является ведущим междисциплинарным медицинским журналом Соединённого Королевства.

## Издания
Общество участвует в издании следующих журналов:

| - Acta Radiologica - Acta Radiologica Short Reports - Annals of Clinical Biochemistry - Clinical Ethics - Clinical Risk - Experimental Biology and Medicine - Hand Therapy - Handbook of Practice Management - Health Services Management Research - International Journal of Care Pathways - International Journal of STD & AIDS - Journal of Health Services Research & Policy - Journal of Medical Biography - Journal of Medical Screening | - Journal of Telemedicine and Telecare - Journal of the Royal Society of Medicine - JRSM Cardiovascular Disease - JRSM Short Reports - Laboratory Animals - Medicine, Science and the Law - Medico-Legal Journal - Menopause International - Obstetric Medicine - Phlebology - Scottish Medical Journal - Tropical Doctor - Ultrasound - Vascular |